# ومبت جنوبي
ومبت جنوبي (الاسم العلمي: Lasiorhinus latifrons) (بالإنجليزية: southern hairy-nosed wombat)‏ هو نوع من الثدييات يتبع جنس الومبت المشعر الخطم من فصيلة الومبتيات.